# الأحد العاطفي

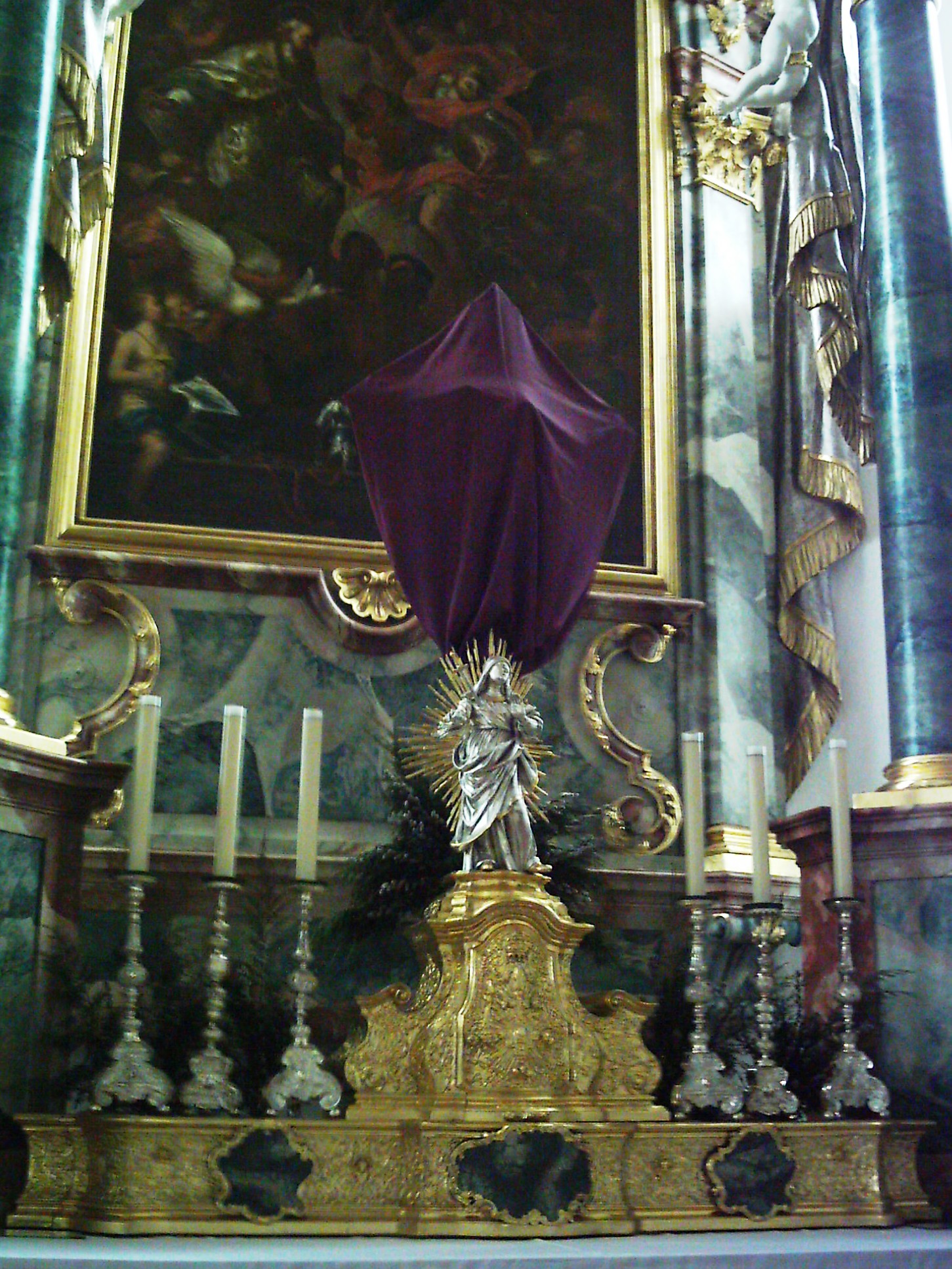
الحجاب المحجب لPassiontide في كنيسة أبرشية سانت مارتن، تانهايم، بادن فورتمبيرغ، ألمانيا.

في السنة الليتورجية لبعض الطوائف المسيحية، Passion Sunday هو الأحد الخامس من زمن الصوم، وهو بداية فترة الأسبوعين المسماة Passiontide. في عام 1969، أزالت الكنيسة الكاثوليكية الرومانية Passiontide من السنة الليتورجية لنوع نوفوس أوردو من القداس، ولكن بقي اليوم محتفلاً في الأحد الخامس في كتلة الشكل الاستثنائي، الكاثوليك الأنجليكانيون السابقون من الطقوس الشخصية، الاتحاد الأنجليكاني، واللوثريين.

## الأحد الخامس من الصوم الكبير
قالب:Lent calendar.svg حتى عام 1959، كان الأحد الخامس من زمن الصوم معروفًا رسميًا في الكنيسة الكاثوليكية الرومانية باسم Passion Sunday. كانت علامة على بداية فترة استمرت أسبوعين تعرف باسم Passiontide، والتي لا يزال يتم ملاحظتها من قبل بعض الكاثوليك التقليديين، الطقوس الغربية الأرثوذكسية، الطوائف المختلفة في البروتستانتية.
في عام 196، غيرت مدونة قواعد البابا يوحنا الثالث والعشرون اسم ذلك الأحد ليصبح «الأحد الأول من العاطفة»  مما جعل الاسم متناغمًا مع الاسم الذي أعطاه البابا بيوس الثاني عشر، قبل خمس سنوات، إلى الأحد السادس للصوم الكبير، «الأحد الثاني من الآلام أو أحد الشعانين».
أزال تنقيح البابا بولس السادس في عام 1969 تمييزًا كان موجودًا (على الرغم من التداخل) بين الصوم الكبير والعاطفي، والذي بدأ مع الأحد الخامس من الصوم الكبير. التمييز، الصريح في مدونة قواعد التقييم لعام 1960،  يسبقه. أزال من الأحد الخامس من زمن الصوم إشارة إلى العاطفة.